# Vatel
Vatel is een Frans-Brits-Belgische dramafilm uit 2000 onder regie van Roland Joffé.

## Verhaal
François Vatel staat aan het hoofd van de hofhouding van de prins van Condé. Zijn meester wil in een goed blaadje staan bij koning Lodewijk XIV, zodat hij het opperbevel krijgt over de Franse troepen in de Hollandse Oorlog. Daarom wil hij op zijn kasteel een groot feest houden voor Lodewijk XIV en diens hovelingen. Vatel staat in voor de organisatie van het gebeuren.

## Rolverdeling
| Acteur                    | Personage                |
| ------------------------- | ------------------------ |
| Gérard Depardieu          | François Vatel           |
| Uma Thurman               | Anne de Montausier       |
| Tim Roth                  | Markies van Lauzun       |
| Timothy Spall             | Gourville                |
| Julian Glover             | Prins van Condé          |
| Julian Sands              | Lodewijk XIV             |
| Murray Lachlan Young      | Filips van Orléans       |
| Hywel Bennett             | Colbert                  |
| Richard Griffiths         | Dr. Bourdelot            |
| Arielle Dombasle          | Prinses van Condé        |
| Marine Delterme           | Madame de Montespan      |
| Philippine Leroy-Beaulieu | Hertogin van Longueville |
| Féodor Atkine             | Alcalet                  |